# Richard Leakey
Richard Erskine Frere Leakey, FRS, cunoscut mai ales ca Richard Leakey, (n. 19 decembrie 1944, Nairobi, Kenya – d. 2 ianuarie 2022, Nairobi, Kenya) a fost arheolog, antropolog, paleoantropolog⁠(en)[traduceți], paleotolog, activist pentru conservarea naturii, politician și militant ecologist din Kenya.
Richard Leakey a fost directorul Muzeului Național al Keniei, fondat de către  WildlifeDirect, fiind, de asemenea, președintele a serviciului public Kenya Wildlife Service.
Leakey a fost, de asemenea, co-fondatorul Institutul Bazinului Turkana (Turkana Basin Institute), într-un parteneriat academic cu Stony Brook University, unde a fost profesor de antropologie. A fost președintele Turkana Basin Institute de la fondarea acesteia până la decesul său.
Este al doilea dintre cei trei fii ai primatologilor, antropologilor, arheologilor, paleoantropologilor și paleontologilor kenieni, de origine britanică, Louis Leakey și Mary Leakey.

## Viață timpurie

### Primii ani
Richard Erskine Frere Leakey s-a născut la data de 19 decmbrie 1944 în Nairobi. Ca tânăr, Richard Leakey a locuit în Nairobi cu părinții lui, Louis Leakey, care era atunci curator al Muzeului Coryndon, cu mama sa, Mary Leakey, director al excavațiilor de la Olduvai, și cu cei doi frați ai săi, Jonathan și Philip. Frații Leakey au avut o copilărie foarte activă, având toți trei cai ponei, fiind membri activi la Langata Pony Club.
Câteodată întreg clubul erau invitați ai familiei Leakeys în perioada sărbătorilor și a vacanțelor. Mary și Louis au fondat un club numit Clubul dalmațienilor din Africa de Est (Dalmatian Club of East Africa), câștigând chiar și un premiu în 1957. Printre animalele favorite din Casa Leakey se numărau desigur și câinii, dar și alte animale de companie.
Cei trei băieți Leakey participau în tot felul de jocuri și întreceri, organizate între ei, copiii, dar și în jocuri și întreceri organizate și arbitrate de adulți. Adesea încercau să imite adulții, încercând să prindă, doar cu mâinile goale, o varietate de iepuri locali, dar și antilope tinere, locul preferat al acestor încercări de maturizare fiind marile întinderi de la Serengeti. Un altfel de tip de jocuri, de imitare a stării de maturizare în adulți, erau un fel de „hăituire” a șacalilor și leilor spre a îi forța pe aceștia să iasă la vânarea prăzilor, „pariul” fiind dacă acești carnivori o puteau face.

## Viață profesională
Este cunoscut pentru cercetările sale arheologice și paleoantropologice privind apariția și evoluția omului, efectuate în Valea Marelui Rift și în Cheile Olduvai.
Pentru activitatea sa, în 1994 a primit Medalia Hubbard⁠(en)[traduceți].

## Bibliografie

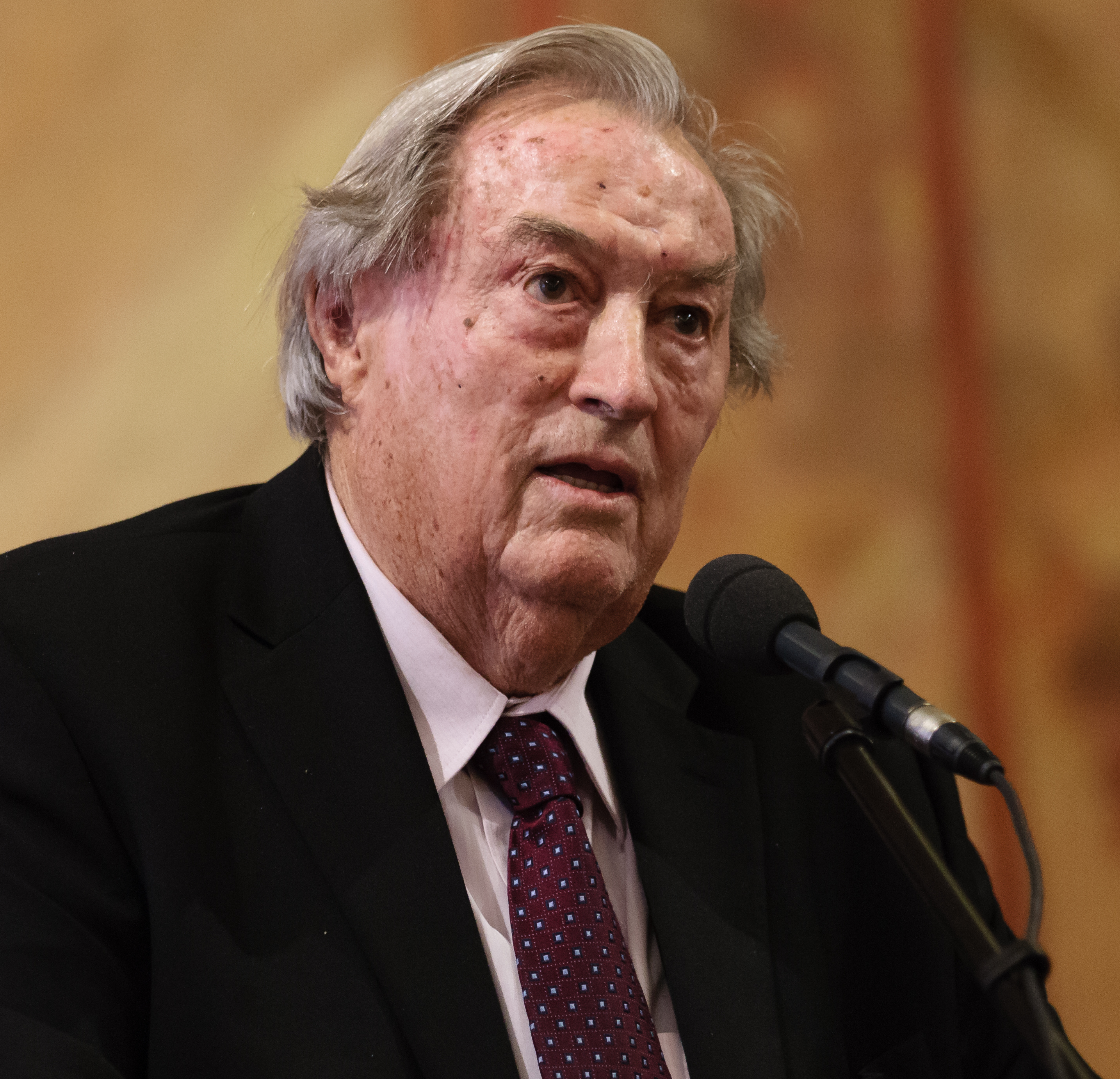
Leakey în 2014